# Electronic Industries Alliance
Electronic Industries Alliance (també EIA, en anglès aliança d'indústries d'electrònica) va ser una organització d'estàndards composta per un aliança d'organitzacions de fabricants d'electrònica dels EUA. L'EIA va desenvolupar estàndards per a assegurar la compatibilitat dels equips dels diferents fabricants electrònics. L'activitat de l'EIA va cesar l'11 de febrer del 2011, encara que continua amb les seves divisions. La seu central estava a Arlington, Virginia.

## Història
- L'EIA es va fundar el 1924 com a Associated Radio Manufacturers (RMA).
- El 1950 s'anomena Radio Television Manufacturers Association (RTMA).
- El 1953 s'anomena Radio Electronics Television Manufacturers Association (RETMA).
- El 1957 s'anomena Electronic Industries Association (EIA).
- El 1997 esdevé Electronic Industries Alliance (EIA).
- El 2007 anuncia que l'EIA es dissol en les seves divisions : ECA, JEDEC, GEIA, TIA, CEA.

## Divisions
L'EIA continua amb les següents divisions :
- ECA – Electronic Components, Assemblies, Equipment & Supplies Association
- JEDEC – JEDEC Solid State Technology Association, abans Joint Electron Device Engineering Council
- GEIA – (ara és part de TechAmerica), Government Electronics and Information Technology Association
- TIA – Telecommunications Industry Association
- CEA – Consumer Electronics Association

## Estàndards creats
Es poden esmentar els més importants :
| Norma               | Descripció                                                                             |
| ------------------- | -------------------------------------------------------------------------------------- |
| TIA/EIA-41          | Operacions intersistema de radiocomunicacions Cel·lular                                |
| EIA/TIA/IS-55       | Estàndard de prestacions mínimes recomanades d'estacions mòbils en mode dual a 800 MHz |
| EIA/TIA/IS-66       | Especificacions seccionals per a caixes de fibra òptica sense pressió                  |
| TIA/EIA-136-310-A-1 | TDMA sense fils de tercera generació - Protocol ràdio enllaç –1                        |
| JEP-143C            | Metodologies de qualificació i certificació/fiabilitat de l'estat sòlid                |
| RS-170              | Estàndards de prestacions elèctriques (instal·lacions tv monocrom)                     |
| EIA-189A            | Abans RS-189A. Senyal de barres en color                                               |
| EIA-198-D           | COndensadors ceràmics classes I, II, III, i classe IV.                                 |

| Norma              | Descripció                                                                                                |
| ------------------ | --- |
| EIA-222            | Estàndards per la integritat estructural de màstils d'antena                                              |
| RS-225             | Connectors RF de 50Ω d'alta potència (EIA RF Connectors)                                                  |
| RS-232 (o EIA-232) | Característiques elèctriques, circuit d'interfície digital no diferencial (communicacions de dades sèrie) |
| RS-259             | Connectors RF de 75Ω d'alta potència(EIA RF Connectors)                                                   |
| EIA-274            | Al sector industrial es coneix per G-code. En el sector de PCB es coneix com a gerber                     |
| RS-279             | Codi de colors                                                                                            |

| Norma           | Descripció                                                                                        |
| --------------- | ------------------------------------------------------------------------------------------------- |
| EIA/ECA-310     | Estàndard d'armaris, estants, panellsi equipament associat                                        |
| EIA/TIA-329-B   | Estàndard mínim per a comunicacions amb antenes Part I - Antenes d'estacions base                 |
| EIA/TIA-329-B-1 | Estàndard mínim per a comunicacions amb antenes Part II - Antenes en vehicles                     |
| EIA-343         | Abans RS-343. Estàndard de senyal per a vídeo monocrom d'alta resolució.                          |
| EIA-343A        | Abans RS-343 A. Estàndard de senyal de vídeo per CCTV monocrom d'alta resolució. Based en EIA-343 |
| EIA-364-38      | Procediment de test d'estirar el cable per a connectors elèctrics                                 |
| EIA-370-B       | Sistemes de designació per a dispositius a semiconductor                                          |

| Norma                          | Descripció |
| ------------------------------ | --- |
| RS-422 (or EIA-422 or TIA-422) | característiques elèctriques de circuits interfície digital balancejada (communicacions de dades sèrie)                                         |
| RS-423                         | estàndard per comunicacions sèrie |
| RS-449                         | estàndard per comunicacions sèrie |
| EIA/TIA-455-A                  | Procedimiento de test estàndard per a fibra òptica, Cables, Transductors, Sensors, dispositius de connexió, i altres components de fibra òptica |
| EIA/TIA-455-12A FOTP-12        | Test d'immersió de fuïds per a components de fibra òptica                                                                                       |
| EIA/TIA-455-37A FOTP-37        | Test de doblegat a alta i baixa temperatura per a cable de fibra òptica                                                                         |
| EIA/TIA-455-48B FOTP-48        | Mesures de diàmetres de fibra òptica usant instruments làser                                                                                    |
| EIA/TIA-455-188 FOTP-188       | Test a baixa temperatura de components de fibra òptica                                                                                          |
| RS-485                         | Electrical Characteristics of Generators and Receivers for Use in Balanced Digital Multipoint Systems (serial data communications)              |
| RS-494 A 1983                  | Estàndard de Binary Cutter Location (BCL) per a CNC                                                                                             |

| Norma       | Descripció |
| ----------- | --- |
| EIA-535     | Condensadors de tàntal fixos                                                                                   |
| TIA-568-B   | Estàndard de cablejat per a parell trenat (Estàndard de cablejat de telecomunicacions per a locals comercials) |
| EIA/TIA-569 | Estàndard de locals comercilas per a espais de telecomunicacions                                               |
| EIA/TIA-570 | Estàndard de cablejat de telecomunicacions per a àmbit domèstic i locals comercilas                            |
| TIA-574     | Estàndard per a connectors D-subminiatura per a ús amb EIA-232                                                 |

| Norma         | Descripció                                                               |
| ------------- | ------------------------------------------------------------------------ |
| EIA-608       | Estàndard per circuits tancats d'emissions NTSC TV als EUA i el Canadà   |
| TIA/EIA-634-B | Interfície MC-BS per a sistemes de comunicacions sense fils públiques    |
| EIA/TIA-662   | Estàndard per telecomunicacions personals sense fils (PWT).              |
| TIA/EIA-667   | Estàndard per a equips de comunicacions personals sense fils (PACS-WUPE) |

| Norma            | Descripció                                                                   |
| ---------------- | ---------------------------------------------------------------------------- |
| TIA/EIA/IS-707-A | Opcions de servei de dades per a sistemes d'espectre eixamplat (WSSS)        |
| EIA-708          | Estàndard per a circuits tancats de televisió digital ATSC a EUA i el Canadà |
| CEA-709.1-B      | Especificació de protocol de control de xarxa                                |

| Norma                   | Descripció                                                                           |
| ----------------------- | ------------------------------------------------------------------------------------ |
| TIA/EIA/IS-880 TIA-41-D | Millores de xarxa de CDMA Packet Data Service (C-PDS) fase 1                         |
| TIA-968-A               | Requisits tècnics per a connexió d'equips terminals a la xarxa telefònica            |
| TIA-1096-A              | Requeriments dels connectors per a connexió d'equips terminals a la xarxa telefònica |
| TIA/EIA/IS-2000.5-A     | Estàndard de senyalització per a sistemes cdma2000 Spread Spectrum                   |
| TIA/EIA/IS-2000.5-C     | Estàndard de senyalització per a sistemes cdma2000 Spread Spectrum                   |
| EIA SP 3128             | Procediment de test per a connectors elèctrics                                       |